# Hrabstwo Dixie

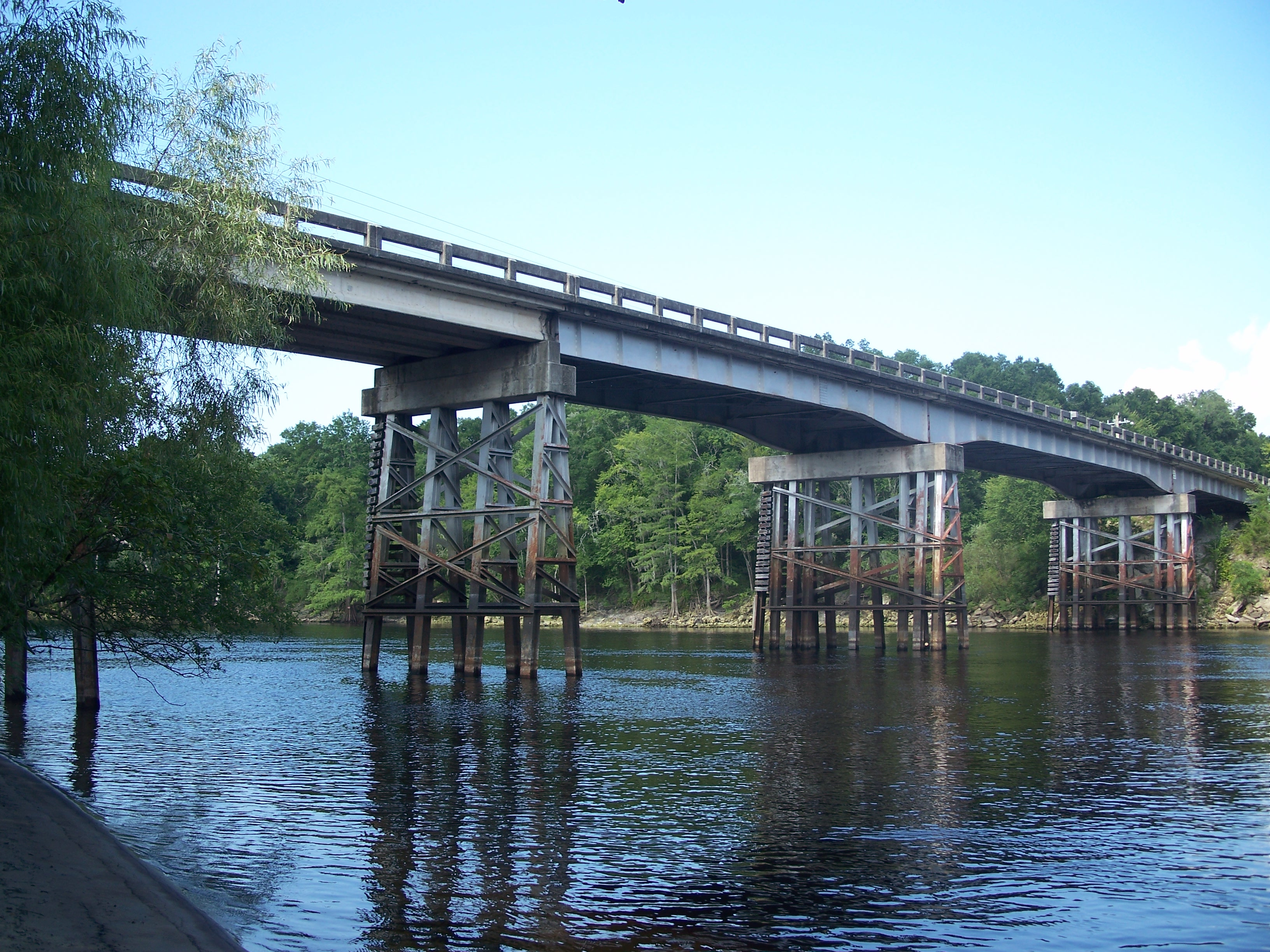
Most na rzece Suwannee

Dixie – hrabstwo w stanie Floryda w USA. Z gęstością 9,4 os./km² należy do najsłabiej zaludnionych hrabstw Florydy. Jego siedzibą administracyjną jest Cross City.
Powierzchnia hrabstwa to 2237 km² (w tym 413 km² stanowią wody). 

## Miejscowości
- Cross City
- Horseshoe Beach

## Sąsiednie hrabstwa
- Hrabstwo Taylor – północny zachód
- Hrabstwo Lafayette – północ
- Hrabstwo Gilchrist – wschód
- Hrabstwo Levy – południowy wschód

## Demografia
Według spisu z 2020 roku liczy 16 759 mieszkańców, co oznacza wzrost o 2,1% w porównaniu z poprzednim spisem z roku 2010. Według danych pięcioletnich z 2022 roku 87,4% to biali (83,4% nie licząc Latynosów), 9,2% to czarnoskórzy lub Afroamerykanie, 2,1% miało rasę mieszaną, 0,7% to rdzenna ludność Ameryki i 0,5% Azjaci. Latynosi stanowili 4,7% populacji hrabstwa.
Do największych grup należały osoby pochodzenia irlandzkiego (10,4%), niemieckiego (10,1%), afroamerykańskiego, angielskiego (7,4%) i „amerykańskiego” (6,9%).

## Polityka
Hrabstwo jest bardzo mocno republikańskie, gdzie w wyborach prezydenckich w 2020 roku, 82,8% głosów otrzymał Donald Trump i 16,7% przypadło dla Joe Bidena.